# Point Pleasant (serie televisiva)
Point Pleasant è una serie televisiva statunitense, andata in onda originariamente dal gennaio al marzo del 2005. A causa del basso successo di ascolti ottenuto, la serie è stata cancellata dopo 13 episodi.

## Trama
La serie parla di Christina, giovane e bella ragazza che si ritrova in mare al largo della cittadina di Point Pleasant. Soccorsa,
inizierà a vivere nella cittadina. Nessuno sa che però è in realtà la figlia del Diavolo, ed è destinata a condurre il mondo alla sua fine...

## Episodi
In Italia la serie è stata trasmessa in prima visione dal 10 al 27 luglio 2006 su Italia 1 in tardo orario notturno, variabile dalle 2:00 alle 4:00 di notte.
La serie è stata poi replicata, sempre in fascia notturna, nell'agosto 2009, accoppiata alla seconda stagione della serie televisiva Huff. In questo caso, a causa di un errore di messa in onda, non è mai stato trasmesso l'episodio conclusivo, sostituito, per errore, con l'episodio 3.
| Stagione       | Episodi | Prima TV USA | Prima TV Italia |
| -------------- | ------- | ------------ | --------------- |
| Prima stagione | 13      | 2005         | 2006            |